# Pär Arvidsson
Pär Arvidsson (Finspång, 27 febbraio 1960) è un ex nuotatore svedese.
Specializzato nella farfalla ha vinto la medaglia d'oro nei 100 m farfalla ai Giochi olimpici di Mosca 1980.

## Palmarès
- Olimpiadi

Mosca 1980: oro nei 100 m delfino.
Los Angeles 1984: bronzo nella staffetta 4x100 m sl.
- Mondiali

1978 - Berlino: bronzo nei 100 m farfalla.
- Europei

1977 - Jönköping: argento nei 100 m farfalla e bronzo nei 200 m farfalla.
1981 - Spalato: argento nei 100 m farfalla e nella staffetta 4x100 m misti.
- Campionati europei giovanili di nuoto

Ginevra 1975: oro nei 100m sl, argento nei 100m e 200m farfalla.